# Parc Bartholdi
Le parc Bartholdi (ou Bartholdi Park) est un parc public de Washington nommé en l'honneur du sculpteur français Frédéric Auguste Bartholdi. Il est situé à l'angle d'Independence Avenue et Washington Avenue. Le parc Bartholdi fait partie du Jardin botanique des États-Unis situé sur les terrains du Capitole à Washington.
Le parc Bartholdi a été créé comme une exclave du Jardin botanique des États-Unis en 1932, après qu'on eut changé son emplacement d'origine qui se trouvait à la base du Capitole en 1927. Initialement créé comme une vitrine pour l'horticulture américaine, le parc a conservé cette vocation. Les jardins ont été continuellement remaniés pour refléter l'horticulture américaine moderne et permettre l'ajout de nouvelles plantes. En 1985, le parc a été rebaptisé Bartholdi Park. Au centre de cet espace vert se trouve la fontaine Bartholdi. Récemment, le parc fait l'objet d'une refonte pour procéder à l'ajout d'un jardin de démonstration. 
Parmi les plantes qui y sont présentes, les visiteurs peuvent admirer Echinacea paradoxa (en), Gelsemium sempervirens, Paeonia obovata, Loropetalum chinense, Bergenia cordifolia (en), Helleborus ×hybridus, Hamamelis ×intermedia (en), Hydrangea quercifolia, Yucca treculeana (en), l'anémone de même qu'Asclepias curassavica.

Galerie
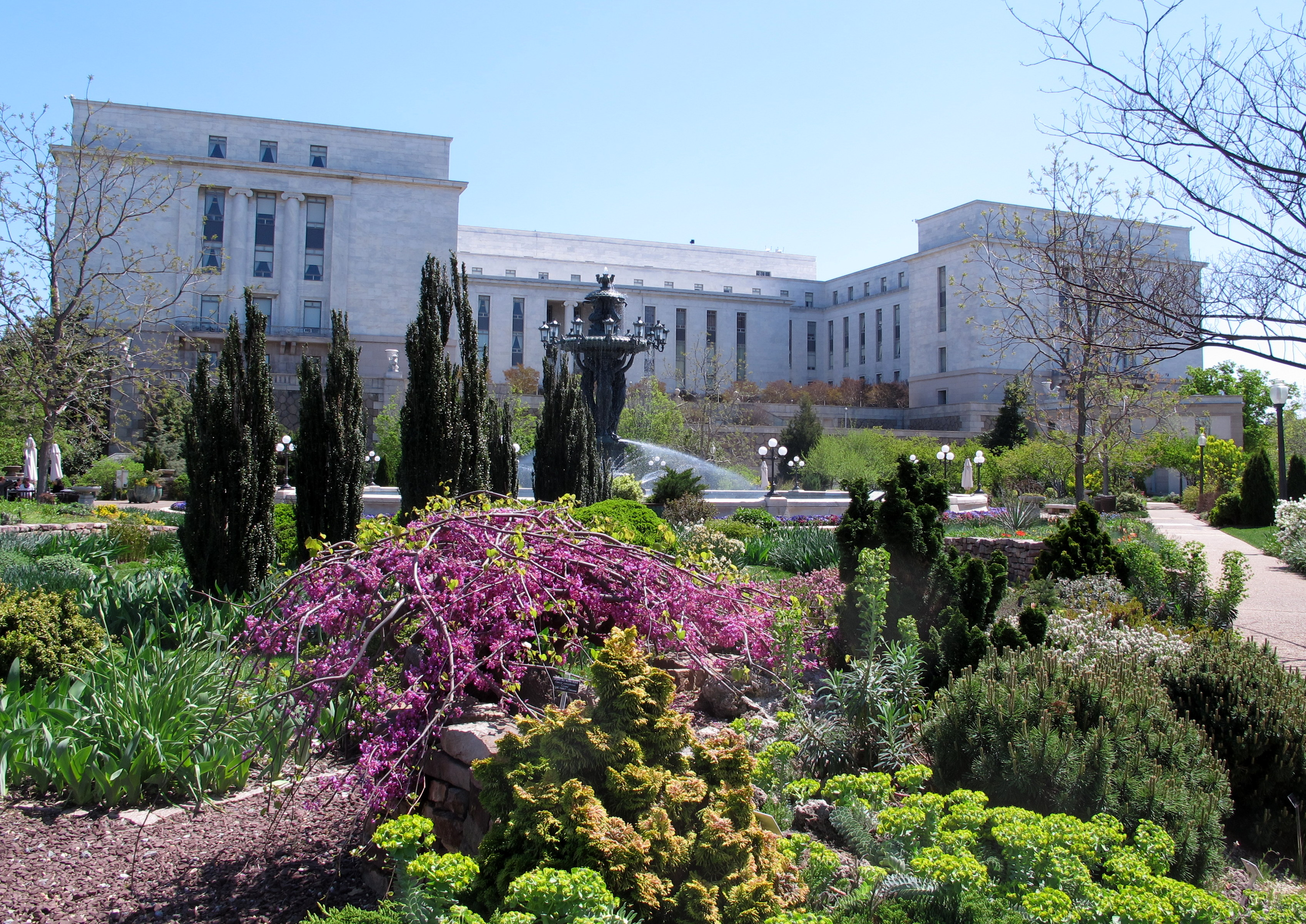
Vue du parc.
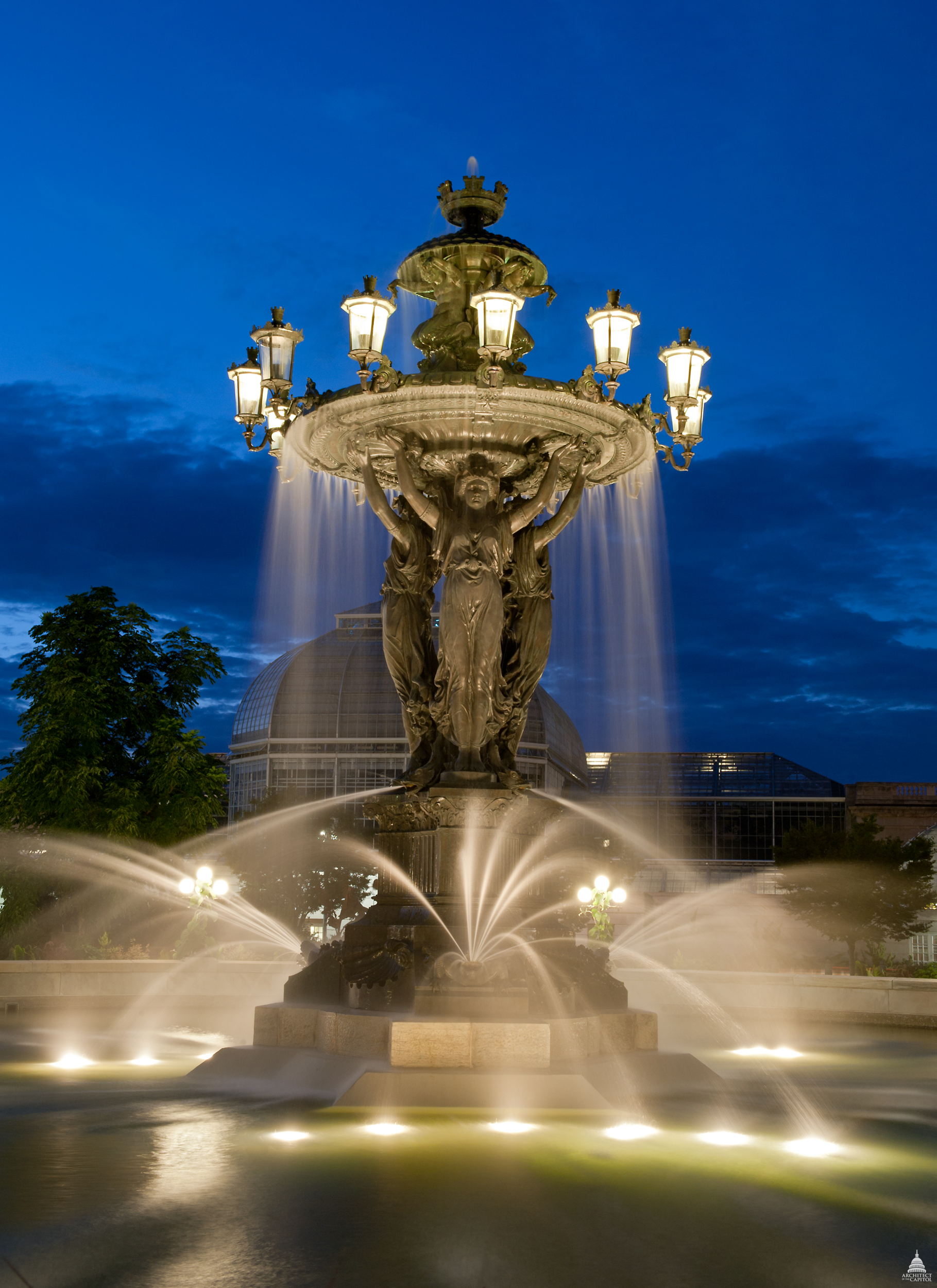
La fontaine Bartholdi de nuit.
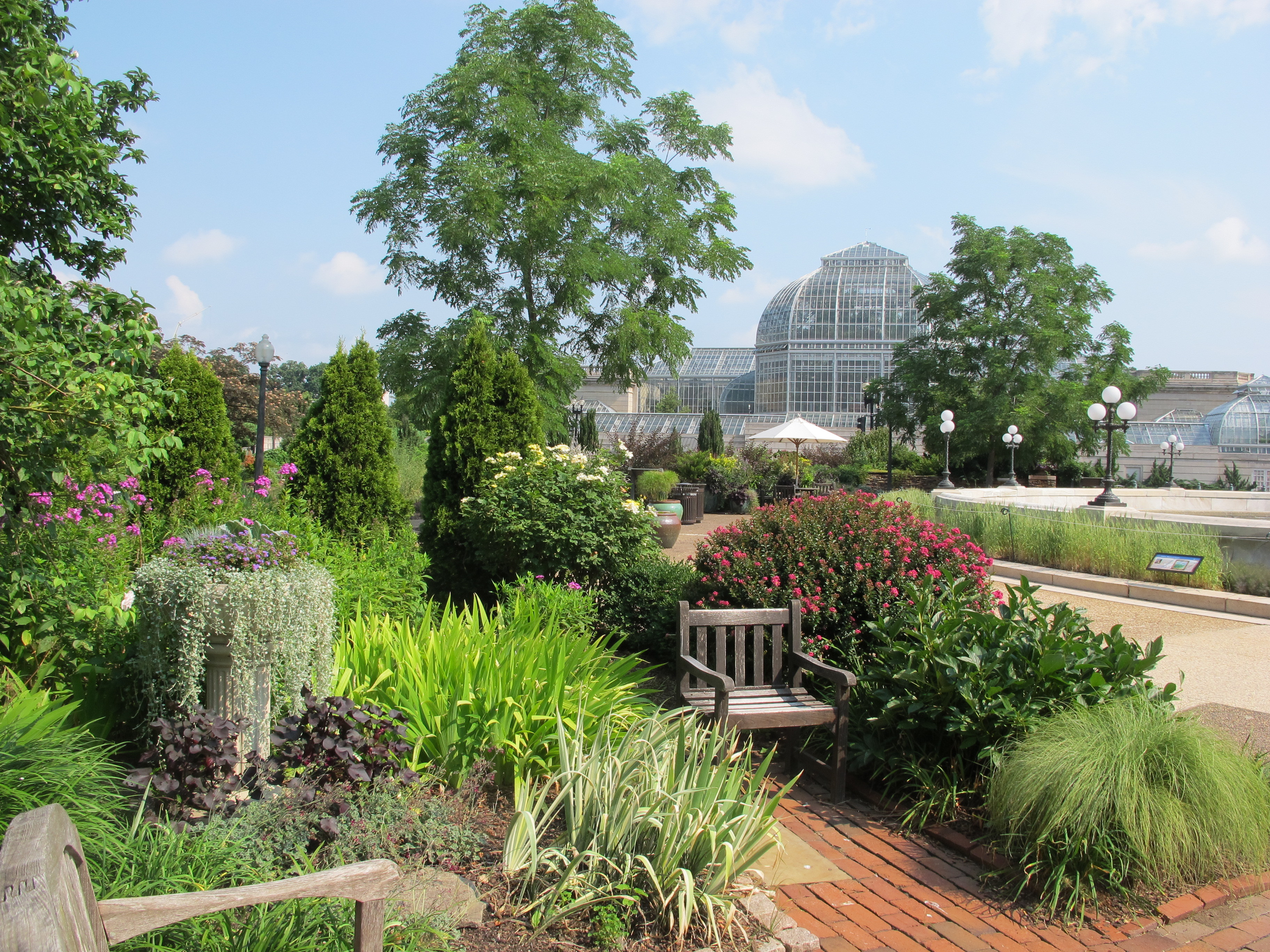
Vue du parc.